# エリダヌス座82番星
エリダヌス座82番星は、太陽系から約20光年離れたところに位置するエリダヌス座の恒星である。スペクトル型G8の主系列星である。

## 観測
エリダヌス座82番G星（しばしばエリダヌス座82番星と略される）は、Uranometria Argentina（アルゼンチン恒星カタログ）においてエリダヌス座の82番目に登録されている恒星である。
この星表は、19世紀の天文学者ベンジャミン・グールドによって、有名なジョン・フラムスティードの星表の南半球版として、フラムスティードと同様の番号付与規則を用いて整理されたものである。エリダヌス座82番G星の“G”は、グールドの番号付与規則に従うことを表すものだが、フラムスティード番号など他のカタログとの統合によって名前から姿を消し、現在まで名を留めている数少ないひとつがこの恒星である。

## 物理的性質
光度においては、エリダヌス座82番G星はわずかに太陽より暗く、くじら座τ星や ケンタウルス座α星Bより明るい。恒星の自転速度 (v sin i) は 0.52 km/s で、太陽の 2 km/s と比較して遅い。
エリダヌス座82番G星は高速度星（大きな固有運動を持つ恒星）であり、恐らくは古く銀河面の外に出る軌道をとる種族IIの恒星である。多くの種族IIの恒星がそうであるように、エリダヌス座82番G星は金属量が低く、太陽よりも年上で推定年齢は60億から130億年と幅がある。銀河系内を周回する軌道の離心率は0.40で、銀河系中心との距離は4.6キロパーセクから10.8キロパーセクまで変化する。
この恒星は星間物質密度が低い領域に位置しており、視直径にして6秒にもなる大きな恒星圏を持つものと信じられている。
固有運動速度が101km/sと太陽に比して高く、星間物質中をマッハ3以上の速度でバウショックを形成していると思われる
。

## 惑星系
赤外線宇宙天文台による観測でエリダヌス座82番星の周囲に赤外超過が検出され、60 μm 程度の大きさの塵が集まった円盤が原因である可能性があったものの、2006年のスピッツァー宇宙望遠鏡による観測では確認されなかった。しかし、2012年にハーシェル宇宙天文台による観測でこの恒星の周囲の塵円盤が発見された。詳細な性質は判明していないが、おとめ座61番星の周囲の塵円盤と同様の組成を持つと仮定すると、軌道長半径は24 au である。
2011年8月17日、ヨーロッパの天文学者は、ドップラー分光法を用いてエリダヌス座82番星の周囲を公転する3つの太陽系外惑星（b、c、d）を発見したと発表した。質量範囲から、これらの惑星はスーパーアース、つまり地球のわずか数倍の質量を持つ天体として分類される。どの惑星も大きな軌道離心率を示していない。これらの惑星の公転周期はすべて90日以下であり、主星の近くを公転していることが示されている。主星から最も遠い惑星の平衡温度は、ボンドアルベドを0.3と仮定すると、約 388 K (115 °C) となり、水の沸点よりも大幅に高くなっている。
惑星cが発見された時点では。その重力摂動は最も低かった。また、惑星cの公転周期と主星の自転周期の間には類似点が見られた。こうした理由から、発見チームはこの惑星候補が真の惑星であるかに関して他の2つの惑星よりもやや慎重であった（実際、この40日周期の惑星は後の観測によって存在しないと考えられており、「c」は後に発見された別の惑星の名称として使用されている）。
Fabo Fengが主導する研究者チームは2017年に、Guillem Anglada-Escudéとポール・バトラーが2012年に開発したTERRAアルゴリズムを使用して、ノイズを除去したより正確なドップラー分光法の観測データを得た。これにより、さらに最大3つの惑星（e、f、g）が存在するという証拠を示した。その候補の1つである天王星型惑星に分類される惑星fは、ハビタブルゾーン内を公転している可能性がある。チームはまた、このノイズ低減技術を使用することで、以前の3つの太陽系外惑星のデータについてもより正確に測定できると考えているが、惑星cについては弱い証拠しかない。
2023年の研究では、惑星bとdのみを確認でき、他の惑星候補は有意に検出されなかった。特に、惑星cの統計的有意性は追加の観測データによって高まると予想されているが、これが起こっていないという事実は、惑星cが存在しない可能性が高いということになる。40日の信号は、恒星の自転に関連している可能性がある。2017年に発見された追加の3つの惑星候補（e、f、g）は、確認も否定もできなかった。2023年の別の研究では、以前の惑星候補のうちbとdのみを確認し（新たにこれらの惑星をb・cと呼称している）、以前の惑星候補のいずれよりも主星から遠く、部分的に軌道がハビタブルゾーン内にある離心率の高い3番目の惑星候補（新たにこの惑星候補をdと呼称している）も検出された。2025年の研究では、惑星dの存在が確認された。
| 名称 （恒星に近い順） | 質量          | 軌道長半径 （天文単位）  | 公転周期 (日)  | 軌道離心率         | 軌道傾斜角 | 半径 |
| --------------------- | ------------- | ------------------------ | -------------- | ------------------ | ---------- | ---- |
| 高温塵                | ≲0.1 au       | ≲0.1 au                  | ≲0.1 au        | ≲0.1 au            | —          | —    |
| b                     | ≥2.15±0.17 M⊕ | 0.12570+0.00052 −0.00053 | 18.3140±0.0022 | 0.064+0.065 −0.046 | —          | —    |
| c                     | ≥2.98±0.29 M⊕ | 0.3625+0.0015 −0.0016    | 89.68±0.10     | 0.077+0.084 −0.055 | —          | —    |
| d                     | ≥5.82±0.57 M⊕ | 1.3541±0.0068            | 647.6+2.5 −2.7 | 0.45+0.11 −0.10    | —          | —    |
| 塵円盤                | 22—27 au      | 22—27 au                 | 22—27 au       | 22—27 au           | 50°        | —    |

## 居住可能性
2025年1月28日、オックスフォード大学の研究者らは、ハビタブルゾーン内を公転するエリダヌス座82番星dを確認したと発表した。アストロノミー・アンド・アストロフィジックスに掲載された論文で、研究者らは、20年間の観測データの分析により、エリダヌス座82番星dは岩石惑星である可能性があり（組成は不明で、ミニ・ネプチューンである可能性もある）、直接撮像による将来の大気特性調査の優先度の高いターゲットとなるはずだと述べている。
スティーヴン・ドールは著書“Habitable Planets for Man”で、エリダヌス座82番G星に5.7%という最も高い数値をつけている。他に同じ数値を与えられた恒星はケンタウルス座α星B、へびつかい座70番星A、カシオペヤ座η星A、くじゃく座δ星の4つである。
エリダヌス座82番G星（グリーゼ139）は、アメリカ航空宇宙局 (NASA) が地球型惑星やより大きな系外惑星を探知するために計画中の宇宙干渉計ミッション (SIM) における第1弾の目標天体に選ばれている。